# هاینایش ناتسیونال پارک
هاینایش ناتسیونال پارک (به آلمانی: Nationalpark Hainich) یک منطقهٔ مسکونی در آلمان است که در تورینگن واقع شده‌است.